# Cornelis Jan Witsen
Cornelis Jan(sz) Witsen (* 1605 in Amsterdam; † 1669 ebenda) war ein holländischer Diplomat und Amsterdamer Regent des Goldenen Zeitalters.

## Leben

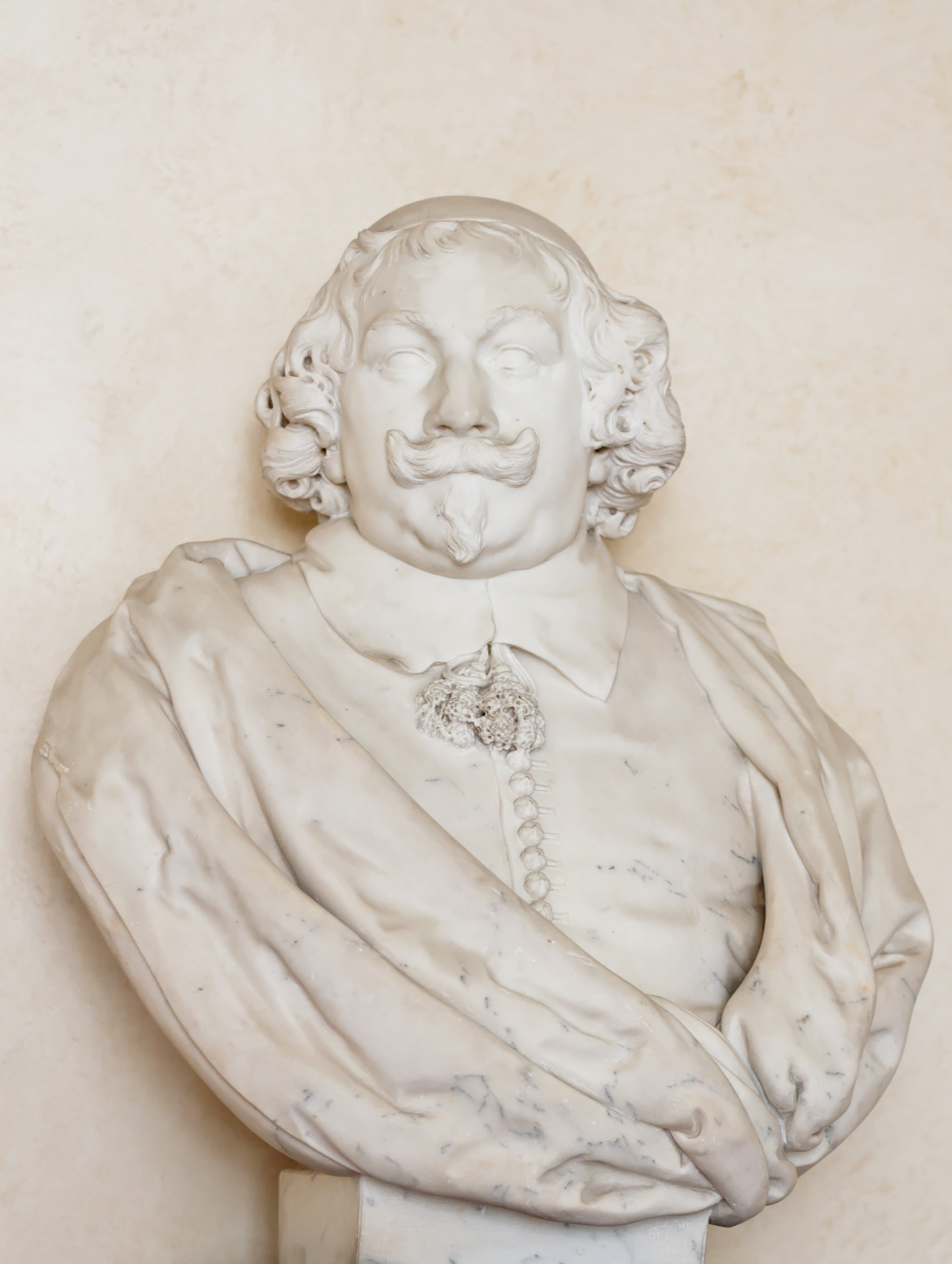
Cornelis Jan Witsen, Marmorbüste des Artus Quellinus, 1658

Seine Eltern waren Jan Cornelisz Witsen (1569–1636), aus dem Geschlecht der Witsen, und Margrieta Oetgens van Waveren. Einer von Cornelis Jansz Witsens Söhne aus der Ehe mit Catharina Claesdr Gaeff (alias Lambertsdr Opsy) war Nicolaes Witsen, der bedeutende Diplomat, Regent, Politiker sowie Mentor des russischen Zaren Peter I.
Witsen selbst begann als Kapitän der Bürgergarde. Weitere Ämter als Ratsherr und Schout führten ihn in die Stadtregierung, deren er in den Jahren 1653, 1658, 1662 und 1667 als Bürgermeister vorstand. Witsen war gleichfalls Bewindhebber der Niederländischen Westindien-Kompanie und Mitglied der Admiralität von Amsterdam. Im Jahre 1652 war er Hollands Delegierter in Overijssel und Gelderland mit dem Ziel die dortige pro-Oranische Stimmung zu drehen.
Witsen war ein Kunstliebhaber und unterstützte Rembrandt im Jahre 1653 bei der Abzahlung dessen Hauses. Für sein Heimatland war Witsen im Jahre 1656 als Gesandter in England zugegen. Während seines Aufenthaltes spielte sein Sohn Nicolaes mit den Kindern des englischen Lordprotektors Oliver Cromwell.
Witsen bewohnte seit dem Jahre 1661 ein Stadthaus in der Keizersgracht, welches wegen seiner umfangreichen Bibliothek bekannt war. In Egmond aan den Hoef hatte er ein Landhaus, welches er Tijdverdrijf (Zeitvertreib) benannte. Der Dichter Jan Vos schrieb Verse auf ihn, der Maler Bartholomeus van der Helst und der Bildhauer Artus Quellinus schufen Porträts von ihm. Witsen trat auch als Unterstützer von Comenius auf, bei dem er seinen Sohn privat ausbilden ließ. Der ebenfalls in Amsterdam ansässige Anarchist Adriaan Koerbagh wurde von Witsen verurteilt. Im Jahre 1662 trat Witsen gemeinsam mit Cornelis de Graeff, Henrick Hooft und Cornelis van Outshoorn gegen den Kauf von Rembrandts Gemälde Die Verschwörung des Claudius Civilis auf, welches für die Inneneinrichtung des Amsterdamer Paleis op de Dam gedacht war. Als Ersatz bestimmten sie dafür eine von Jürgen Ovens angefertigte Kopie eines Gemäldes von Govert Flinck.

## Galerie

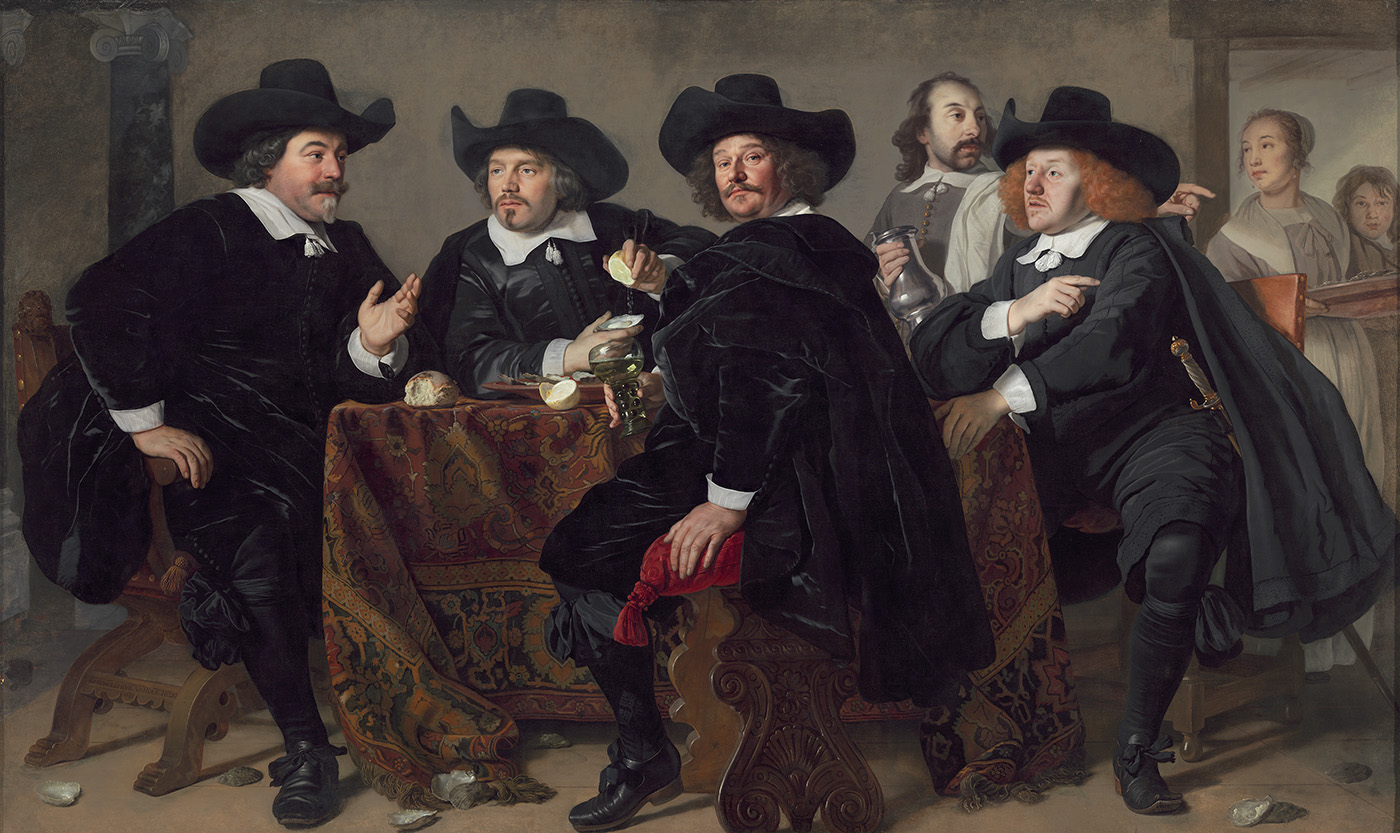
Cornelis Jansz Witsen (links) gemeinsam mit Amsterdamer Ratsherren wie Gerrit Reynst, gemalt durch Bartholomeus van der Helst
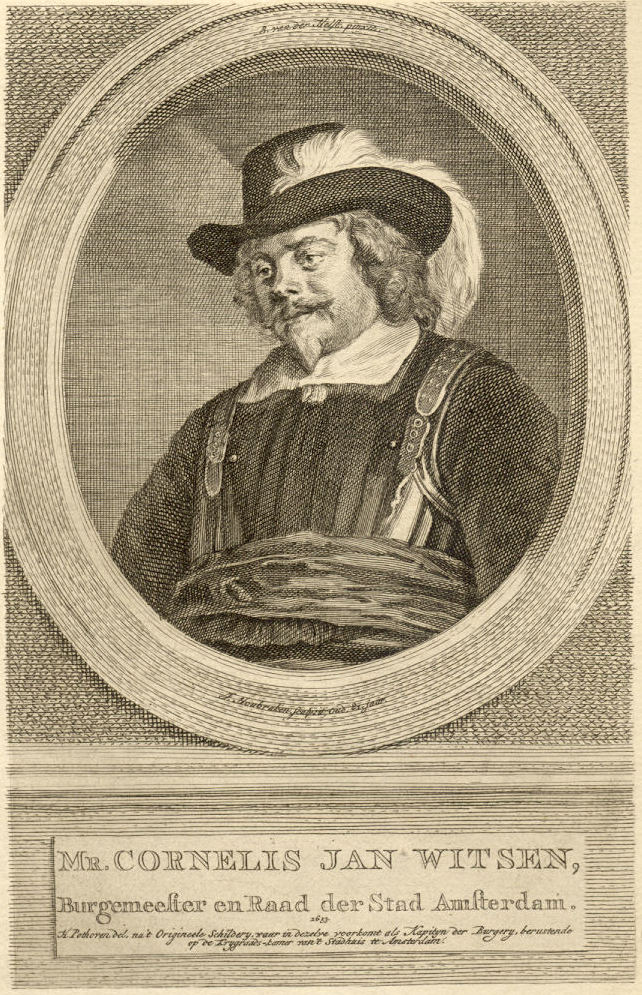
Cornelis Jansz Witsen, Gravur nach Bartholomeus van der Helst
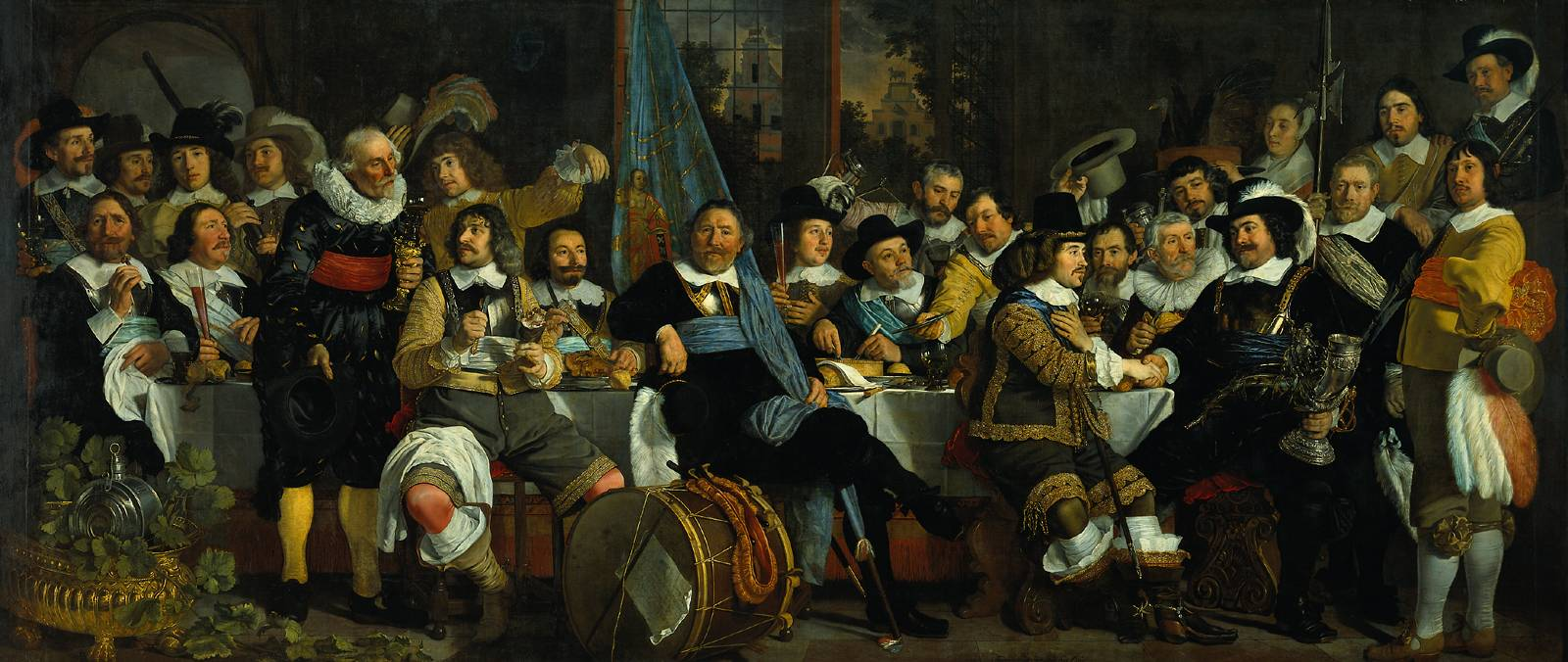
Cornelis Jansz Witsen (rechts) als Kapitän der Bürgergarde; Schuttersmaaltijd in de Voetboogdoelen te Amsterdam ter ere van de Vrede van Munster, 18 juni 1648, gemalt durch Bartholomeus van der Helst (1648)
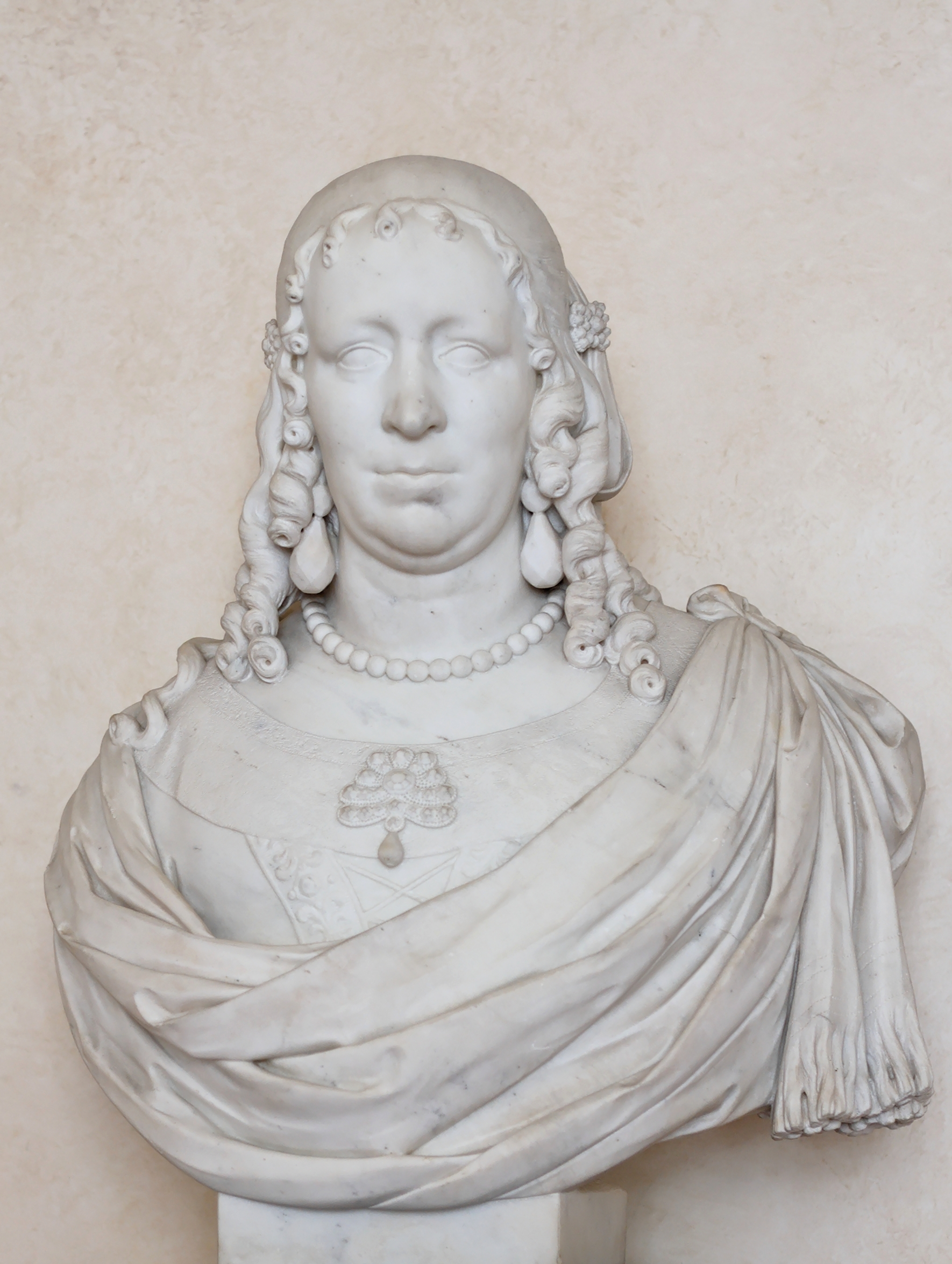
Witsens Ehegattin Catharina Opsy, Marmorbüste des Artus Quellinus (1658)